# Śródmieście (Tarnogród)
Śródmieście – jedna z pięciu dzielnic Tarnogrodu, znajdująca się w centrum miasta. Przewodniczącym Zarządu Dzielnicy jest Ryszard Szponar.

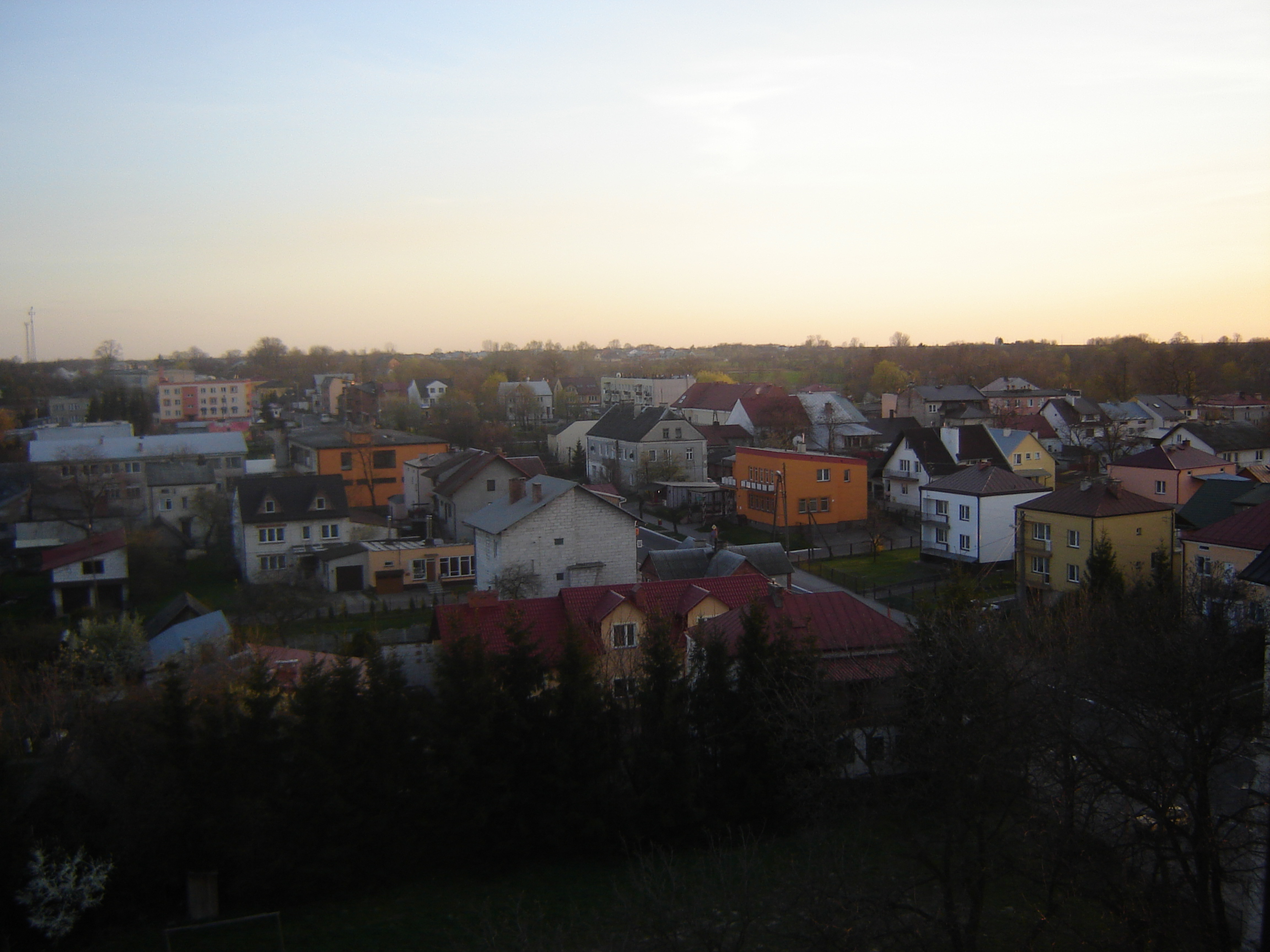
Widok z wieży

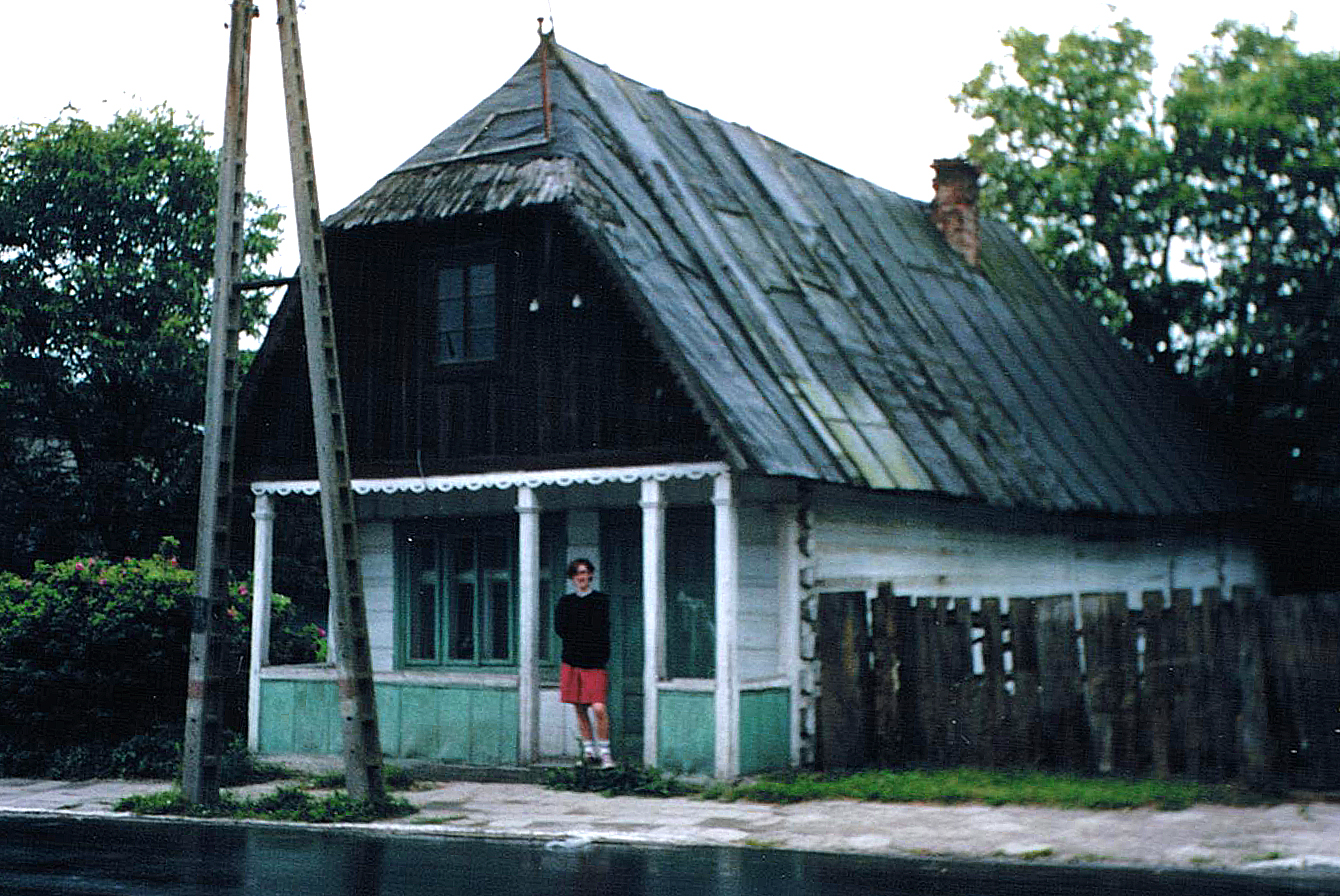
Dawny pożydowski dom

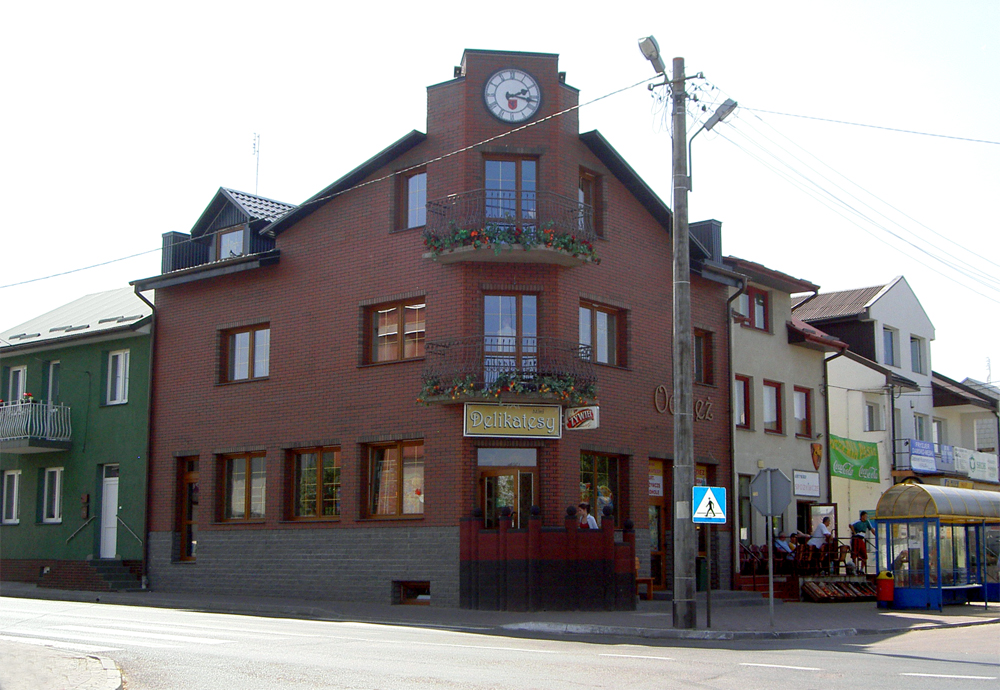
Dom z zegarem

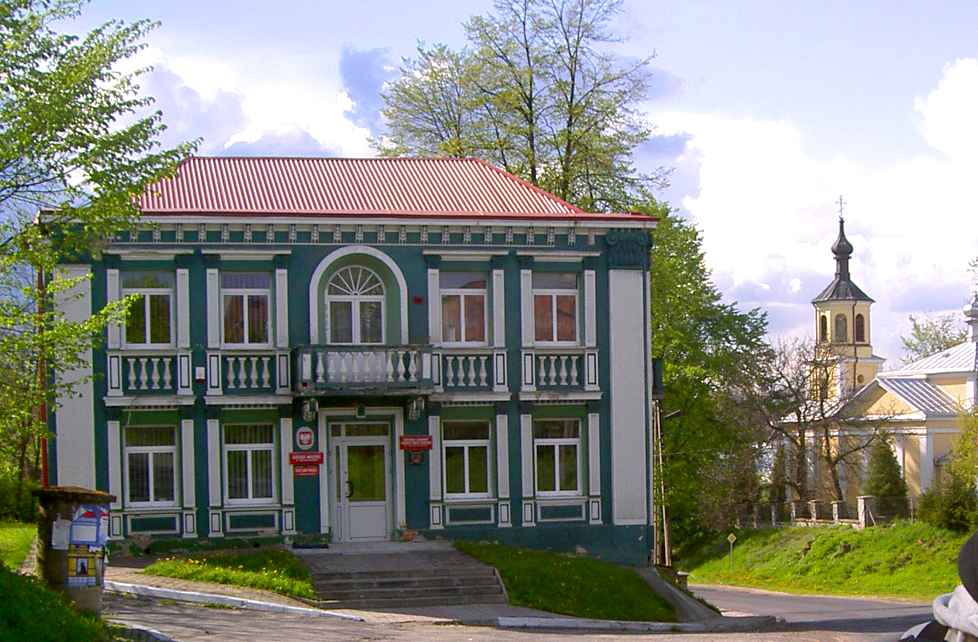
Pałacyk i cerkiew

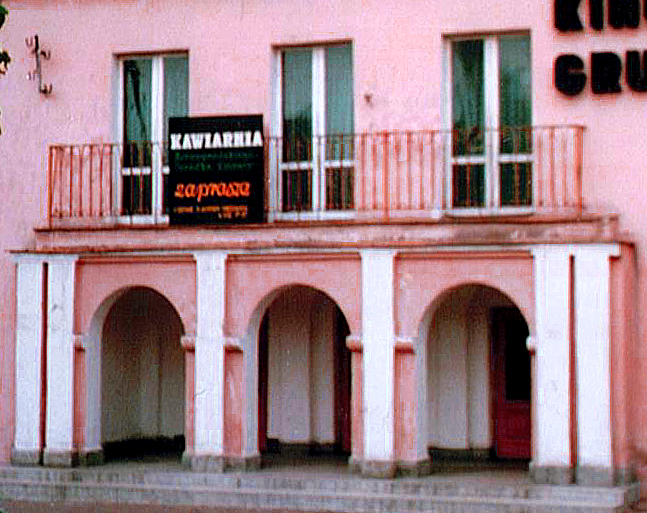
Podcienia

Śródmieście jest administracyjnym, kulturalnym, ekonomicznym i społecznym centrum Tarnogrodu. Posiada też funkcje mieszkaniowe. Dzielnica rozpościera się dokoła skrzyżowania dróg wojewódzkich 835 (ul. 1 Maja–Partyzantów) i 863 (św. Jana Pawła II–Lubaczowska), które znajduje się w sercu Śródmieścia – Rynku, Jest to duży plac w kształcie nieforemnego czworokąta o wymiarach 160 × 140 m. Jest to jeden z największych rynków w Polsce. Niegdyś był to jednolity plac z centralnym ratuszem, dziś rynek podzielony jest systemem ulic na cztery główne części.
W samym środku rynku krzyżują się wspomniane już drogi wojewódzkie. Ze względów ekonomicznych jest to zaletą, z punktu widzenia ochrony środowiska i bezpieczeństwa – uciążeniem (obecnie główne skrzyżowanie przekształcone jest w rondo). Dodatkowo, wzdłuż trzech i pół boków rynku przeprowadzone są przejezdne ulice (pd-wsch. ciąg ulic zlikwidowano podczas budowy szpitala), łącznie z dwiema ulicami po obu stronach Domu Kultury oraz ulicą prowadzącą do szpitala. Daje to w sumie system 9 ulic o jednej nazwie – Rynek, co znacznie utrudnia orientację.
Domy mieszkalne usytuowane są wzdłuż trzech pierzei w zachodniej części rynku, po stronie wschodniej dominują budynki użytku publicznego (szpital, dom handlowy, restauracja, biura, przychodnia, sklepy). Jednolitość rynku zakłóca szereg budynków wzniesionych w jego środku – Dom Kultury, 3 bloki mieszkalne, rozlewnia, dom towarowy, dawny dworzec autobusowy (tzw. Poczekalnia) i poczta. W pd.-zach. części rynku jest mały (obecnie mocno przerzedzony) park, jest też trochę zieleni za ową Poczekalnią i wokół pomnika. Dawny dziki park w pn.-wsch. części został wykarczowany kosztem budowy nowej poczty. Dotychczas niezagospodarowany obszar przed Domem Kultury (24 arów) został w wyniku rewitalizacji w 2011 roku przekształcony w wybrukowany otwarty plac, przywracając jednocześnie rynkowi jego pierwotny, historyczny charakter. Na nowym placu powstała także zadaszona scena i dwumetrowy pomnik koguta – symbolu Sejmików Teatrów Wiejskich. Od rynku odchodzą z trzech narożników 4 ulice, tzw. zatyłki – Kościelna, Kościuszki, Cerkiewna i Targowa (2 ostatnie ze wspólnego narożnika). Rynek otaczają krótkie równoległe uliczki.
Do głównych zabytków Śródmieścia należą późnobarokowy kościół parafialny dekanatu Tarnogród pw. Przemienienia Pańskiego (1750) z wolnostojąca dzwonnicą (1777), synagoga (1686), parafialna cerkiew prawosławna pw. Świętej Trójcy (1870) z nieczynnym cmentarzem, plebania (1905) i pałacyk (1930). Znajduje się tu też większa część pomników Tarnogrodu.
Ulice w obrębie dzielnicy to 1 Maja, św. Jana Pawła II, 30 Czerwca, Cerkiewna, Cicha, Handlowa, Kościelna, Kościuszki Tadeusza, Kryszkiewicza Czesława, Lubaczowska, Partyzantów, Rynek, Strażacka, Szkolna, Targowa, Wesoła i Zielona.